# STS-65
STS-65 (ang. Space Transportation System) – siedemnasta  misja wahadłowca kosmicznego Columbia i sześćdziesiąta trzecia programu lotów wahadłowców.

## Załoga
źródło
- Robert Cabana (3)*, dowódca (CDR)
- James Halsell (1), pilot (PLT)
- Richard Hieb (3), dowódca ładunku (MS1)
- Carl Walz (2), specjalista misji 2 (MS2)
- Leroy Chiao (1), specjalista misji 3 (MS3)
- Donald A. Thomas (1), specjalista misji 4 (MS4)
- Chiaki Naito-Mukai (1), specjalista ładunku 1 (PS) (Japonia)

### Załoga rezerwowa
Jean-Jacques Favier (0), rezerwowy specjalista ładunku (CNES)
*(liczba w nawiasie oznacza liczbę lotów odbytych przez każdego z astronautów)

## Parametry misji
- Masa:
  - startowa orbitera: 117 177 kg[1]
  - lądującego orbitera: 104 107 kg[1]
  - ładunku: 10 811 kg[1]
- Perygeum: 300 km[3]
- Apogeum: 304 km[3]
- Inklinacja: 28,4°[3]
- Okres orbitalny: 90,5 min[3]

## Cel misji
Drugi lot laboratorium naukowego IML-2 (International Microgravity Laboratory).